# Mata Mata et Pili Pili (stripreeks)
Mata Mata et Pili Pili is een stripreeks getekend en geschreven door Mongo Sisé uit Congo-Kinshasa. De strip was gebaseerd op de filmreeks Matamata et Pilipili van de Belgische missionaris Albert Van Haelst uit de jaren 50. Deze filmreeks was op zijn beurt geïnspireerd op de films van Laurel en Hardy.
De tekenstijl is geïnspireerd op Hergé.

## Inhoud
Deze reeks gaat over de avonturen van de personages Mata Mata en Pili Pili. Het speelt zich af in Zaïre (Congo) en Europa.

## Publicatiegeschiedenis
Mongo Sisé tekende van 1972 tot 1975 drie verhalen in het tijdschrift Zaïre hebdo. In 1978 richtte hij de uitgeverij Mongoproduction op, dat een album van deze stripreeks uitgaf. Dit album was tevens het eerste Congolese stripalbum. In de jaren 80 verhuisde Mongo Sisé naar België, waar hij samen met Pierre De Witte de uitgeverij Eur-Af éditions oprichtte, dat een tweede album van Mata Mata et Pili Pili uitgaf. Deze stripreeks verscheen in 1980 ook eenmalig in het Belgische stripblad Spirou/Robbedoes. In 1985 keerde hij terug naar Congo, waar hij het stripblad Bédé Afrique oprichtte. Hierin verscheen een vierde verhaal van deze stripreeks. Het stripblad werd na enkele nummers stopgezet, waardoor het vierde verhaal onvoltooid bleef. De Franse uitgeverij L'Harmattan gaf in 2012 postuum nog een derde album uit.

## Verhalen

### Alle verhalen
| Nr. | Titel                   | Publicatiedata              |
| --- | ----------------------- | --------------------------- |
| 1   | Le chèque               | september 1972-januari 1973 |
| 2   | La médaille d'or        | januari 1974-september 1974 |
| 3   | La poudre de chasse     | juli 1975-december 1975     |
| 4   | Les patrons de Lotokana | 1985                        |

### Albums
- Le portefeuille (1978)
- Le boy (1982)
- Mokanda illusion (2012)